# Rocksmith 2014
Rocksmith 2014 est un jeu vidéo de rythme sur PlayStation 3, PlayStation 4,  Xbox 360, Xbox One ,Windows et Mac. Il est développé par Ubisoft San Francisco et édité par Ubisoft, sorti le 24 octobre 2013.
C'est le deuxième jeu de la série Rocksmith.

## Système de jeu
Le joueur contrôle un guitariste et doit parvenir à jouer des chansons de rock avec le moins de fausses notes possible en utilisant une vraie guitare ou une vraie basse comme accessoire de jeu.

## Liste des chansons
| Chanson                     | Artiste                         | Date de sortie |
| --------------------------- | ------------------------------- | -------------- |
| "Walk This Way"             | Aerosmith                       | 1976           |
| "No More Mr. Nice Guy"      | Alice Cooper                    | 1973           |
| "Stone"                     | Alice In Chains                 | 2013           |
| "R U Mine ?"                | Arctic Monkeys                  | 2012           |
| "Bat Country"               | Avenged Sevenfold               | 2005           |
| "Knockin' On Heaven's Door" | Bob Dylan                       | 1973           |
| "Peace Of Mind"             | Boston                          | 1977           |
| "Machinehead"               | Bush                            | 1996           |
| "ultra soul"                | B'z                             | 2001           |
| "Pour Some Sugar On Me"     | Def Leppard                     | 1987           |
| "My Own Summer"             | Deftones                        | 1997           |
| "Wasteland"                 | EarlyRise                       | 2013           |
| "Chompers"                  | Fang Island                     | 2012           |
| "Everlong"                  | Foo Fighters                    | 1997           |
| "Brand New Kind Of Blue"    | Gold Motel                      | 2012           |
| "X-Kid"                     | Green Day                       | 2012           |
| "The Trooper"               | Iron Maiden                     | 1983           |
| "Sixteen Saltines"          | Jack White                      | 2013           |
| "Stay In"                   | JAWS                            | 2012           |
| "Satch Boogie"              | Joe Satriani                    | 1987           |
| "Rock and Roll All Nite"    | Kiss                            | 1975           |
| "Love That's Gone"          | La Sera                         | 2012           |
| "Black Magic"               | Magic Wands                     | 2008           |
| "Blood and Thunder"         | Mastodon                        | 2004           |
| "Cold Company"              | Minus the Bear                  | 2012           |
| "Sweet Mountain River"      | Monster Truck                   | 2013           |
| "Knights of Cydonia"        | Muse                            | 2006           |
| Heart-Shaped Box            | Nirvana                         | 1993           |
| "Don't Look Back In Anger"  | Oasis                           | 1996           |
| "Cemetary Gates"            | Pantera                         | 1990           |
| "Now"                       | Paramore                        | 2013           |
| "Sore Tummy"                | Paws                            | 2012           |
| "We Are the Champions"      | Queen                           | 2003           |
| "Losing My Religion"        | R.E.M.                          | 1991           |
| "Paranoid Android"          | Radiohead                       | 1997           |
| "Blitzkrieg Bop"            | Ramones                         | 1976           |
| "Round And Round"           | Ratt                            | 1984           |
| "Wires"                     | Red Fang                        | 2011           |
| "Savior"                    | Rise Against                    | 2008           |
| "The Spirit Of Radio"       | Rush                            | 1980           |
| "Rotten Apple"              | Screaming Females               | 2012           |
| "War Ensemble"              | Slayer                          | 1990           |
| "All I Wanna Do"            | Splashh                         | 2013           |
| "Hypnotize"                 | System of a Down                | 2005           |
| "GO FURTHER"                | Tak Matsumoto                   | 2009           |
| "Good Enough"               | The Dear Hunter                 | 2011           |
| "You Really Got Me"         | The Kinks                       | 1964           |
| "Every Breath You Take"     | The Police                      | 1983           |
| "Paint It, Black"           | The Rolling Stones              | 1966           |
| "For A Fool"                | The Shins                       | 2012           |
| "The Chimera"               | The Smashing Pumpkins           | 2012           |
| "My Generation"             | The Who                         | 1965           |
| "Mary Jane's Last Dance"    | Tom Petty And The Heartbreakers | 1993           |
| "Say It Ain't So"           | Weezer                          | 1995           |
| " Thunder Kiss '65"         | White Zombie                    | 1992           |

Chansons bonus :
| Chanson                        | Artiste                                     | Date de sortie |
| ------------------------------ | ------------------------------------------- | -------------- |
| "Self-Destruct"                | Aching Head                                 | 2013           |
| "Snarling of Beasts"           | Bedowyn                                     | 2013           |
| "Don't Stop"                   | Crimson                                     | 2011           |
| "Sea to Swallow"               | Dinosaur                                    | 2013           |
| "Mind Eraser, No Chaser"       | Them Crooked Vultures                       | 2009           |
| "Eight-Ball, Coroner's Pocket" | Hail the Sun                                | 2013           |
| "Desolate Motion"              | Karawan                                     | NA             |
| "On Top of the World"          | Matt Montgomery, Brian McCune, Brendan West | 2013           |
| "Self Trap"                    | Playground Kings                            | 2007           |
| "Monochromic"                  | Sabaka                                      | 2013           |
| "Rocksmith 2012 Theme"         | Ubisoft                                     | 2012           |
| "Impossible Dreams"            | Versus Them                                 | 2013           |